# Maddalena Del Gobbo
Maddalena del Gobbo (* bei Udine) ist eine italienische Cellistin, die vor allem Gambe und Baryton spielt.

## Leben
Maddalena del Gobbo erhielt im Alter von vier Jahren Klavier- und Ballettunterricht, mit acht Jahren begann sie Violoncello zu spielen. Später erhielt sie zudem Gesangsunterricht. Ab dem dreizehnten Lebensjahr studierte sie an der heutigen Musik und Kunst Privatuniversität der Stadt Wien (MUK) und schloss ihr Cello-Studium mit dem Master ab.
Del Gobbo spielt hauptsächlich Viola da gamba. Im Jahr 2012 war sie Finalistin des internationalen Gamben-Wettbewerbs „Principe Francesco Maria Ruspoli“. Sie trat auf Festivals auf und konzertierte als Solistin und kammermusikalisch in Europa und China, u. a. beim „Musica Antiqua“-Konzertzyklus im Wiener Musikverein, bei den Innsbrucker Festwochen der Alten Musik, in der Konzertreihe „U21“ von BR-Klassik, in der Wiener Staatsoper sowie verschiedentlich gemeinsam mit Mitgliedern der Wiener Philharmoniker.
Del Gobbo gründete das Ensemble „Ad Cor“, das auf Kammermusik für Viola da gamba spezialisiert ist. Sie wirkte außerdem als Jury-Mitglied bei internationalen Wettbewerben in Österreich und Italien mit.
Ihre erste CD „Viola d’Emozione“ wurde 2014 veröffentlicht, gefolgt von der CD „Henriette, the Princess of the Viol“ im Jahr 2016. Letztere ist die erste CD-Veröffentlichung der Deutschen Grammophon mit einer Gambistin.

## Diskographie
- 2014: Viola d’Emozione, Archiv Produktion
- 2016: Henriette, the Princess of the Viol, Deutsche Grammophon
- 2019: Maddalena and the Prince, Deutsche Grammophon